# Akufen
Akufen est un artiste montréalais. Il est un des inventeurs du courant microhouse en musique électronique[réf. nécessaire]. Ses maxis sortis sur les labels Oral, Hautec, Perlon, Trapez, Revolver ou Background, avant la sortie de son premier album sur Force-Inc (My Way), l’ont propulsé vers les plus hautes sphères de la musique électronique[passage promotionnel]. Il codirige maintenant le label Musique Risquée[réf. nécessaire].

## Discographie partielle
- My Way
- Fabric 17
- Musique pour 3 femmes enceintes
- Horror inc. (en cours)
- Battlestar Galacticlown